# Lučani (wieś)
Lučani (selo) (cyr. Лучани (село)) – wieś w Serbii, w okręgu morawickim, w gminie Lučani. W 2011 roku liczyła 501 mieszkańców.